# The Madness of King George
The Madness of King George is een Britse film uit 1994 geregisseerd door Nicholas Hytner. De hoofdrollen worden vertolkt door Nigel Hawthorne en Helen Mirren. De film is een adaptatie van het toneelstuk The Madness of George III van Alan Bennett.

## Verhaal
De film vertelt het verhaal van de Engelse koning George III en zijn slechte mentale gezondheid. Zijn zoon, de prins van Wales, is uit op de troon en zet hem onder toezicht van een aantal dokters. Zijn vrouw, koningin Charlotte, is ervan overtuigd dat hij zal genezen en gaat op zoek naar de specialist Dr. Willis, die hem uiteindelijk zal kunnen ‘bevrijden’ van zijn ziekte en hem gezond zal verklaren. De ziekte van de koning verwordt echter tot een politiek spelletje tussen de rivaliserende parlementariërs Charles James Fox en William Pitt de Jongere. In de tussentijd behandelt Dr. Willis de koning als een normale patiënt en bindt hem vast wanneer hij schunnige taal uitslaat, blasfemeert of excentriek gedrag vertoont. Men hoort de koning niet aan te kijken, maar Willis staart zijn patiënt strak in de ogen. De prins van Wales laat de oppositie een wetsvoorstel indienen dat hem tot regent zal benoemen: hij is gefrustreerd omdat hij geen actieve rol in de politiek mag spelen. 
Geleidelijk went George III aan het idee dat hij een mens als alle andere is, en hij leert zijn opwellingen onder bedwang te houden. Tijdens de stemming over het wetsvoorstel reist de koning naar het parlement om zich aan de politici te tonen en een zo gezond mogelijke indruk te maken; op het laatste nippertje wordt zodoende het aannemen van de wet verhinderd. George eist het respect terug dat hem ontnomen is, berispt zijn zoon en hervat zijn taken als hoofd van de Britse ‘modelfamilie’, die in de praktijk hoofdzakelijk uit het wuiven naar de menigte bestaan.

## Rolverdeling
| Acteur            | Personage          |
| ----------------- | ------------------ |
| Nigel Hawthorne   | George III         |
| Helen Mirren      | Koningin Charlotte |
| Ian Holm          | dr. Willis         |
| Rupert Graves     | Greville           |
| Amanda Donohoe    | lady Pembroke      |
| Rupert Everett    | prins van Wales    |
| Julian Rhind-Tutt | hertog van York    |
| Julian Wadham     | Pitt               |
| Jim Carter        | Fox                |
| Geoffrey Palmer   | Warren             |

## Trivia
- De slechte mentale staat van George III was waarschijnlijk veroorzaakt door porfyrie.